# Arvydas Janonis
Arvydas Janonis (Kėdainiai, 1960. november 6. –) olimpiai bajnok szovjet válogatott litván labdarúgó, hátvéd.

## Pályafutása

### Klubcsapatban
1978 és 1989 között a Žalgiris Vilnius, 1990–91-ben a Lokomotyiv Moszkva labdarúgója volt. 1991-ben Ausztriába szerződött és itt játszott pályafutása végéig. 1991 és 1994 között a St. Pölten, 1994–95-ben a Wiener SC, 1995 és 1997 között a Gerasdorf, 1997 és 2000 között a Würmla játékosa volt.

### A válogatottban
1986 és 1988 között két alkalommal szerepelt a szovjet olimpiai válogatottban. Tagja volt az 1988-as szöuli olimpián aranyérmes együttesnek. 1990 és 1993 között öt alkalommal játszott a litván válogatottban.

## Sikerei, díjai
Szovjetunió
- Olimpiai játékok
  - aranyérmes: 1988, Szöul